# Gourdon (Lot)
Gourdon ist eine französische Gemeinde mit 4.080 Einwohnern (Stand 1. Januar 2022) im Département Lot in der Region Okzitanien. Sie ist Verwaltungssitz des Arrondissements Gourdon und Hauptort des Kantons Gourdon.

## Geografie
Gourdon liegt zwischen den Causse de Gramat und dem Périgord, in einer sandigen Landschaft, Bouriane genannt, am Flüsschen Bléou, das hier in den Céou einmündet. Das Gemeindegebiet wird auch vom Flüsschen Germaine und seinem Zufluss Melve berührt, die der Dordogne zustreben. Die nächsten größeren Orte sind Cahors (45 km), Sarlat (25 km) und Brive-la-Gaillarde (50 km).

## Geschichte
Die Gegend von Gourdon ist seit der Vorgeschichte besiedelt, ebenso in gallorömischer Zeit. Im Mittelalter wurde hier ein castrum auf einem Felssporn errichtet, eine von Ringmauern umgebene Burg. Die Herren von Gourdon werden erstmals im 11. Jahrhundert erwähnt. Einer von ihnen, Bertrand von Gourdon, soll laut dem Chronisten Roger von Hoveden den englischen König Richard Löwenherz 1199 während der Belagerung von Châlus durch den Schuss mit einer Armbrust tödlich verwundet haben. Andere Quellen überliefern indessen, dass ein Ritter niederen Adels, Pierre Basil, der Todesschütze gewesen sei. 1244 erhielt die Gourdon eine Verfassung, nach der sie von vier Konsuln regiert wurde. 1316 übernahm Johann von Armagnac, Graf von Rodez, die Herrschaft in der Stadt.
Das 16. Jahrhundert war Gourdons wohlhabendste Zeit, bereits damals wohnten in der Stadt rund 5000 Menschen. König Ludwig XIII. ließ die Burg 1619 schleifen, nachdem Pons de Lauzières, Marquis de Thémines, sich im Streit mit Maria von Medici gegen ihn gestellt hatte.

## Bevölkerungsentwicklung
- 1962: 4157
- 1968: 4803
- 1975: 4728
- 1982: 4899
- 1990: 4851
- 1999: 4882
- 2018: 3985

## Sehenswürdigkeiten
- Mairie (Rathaus)
- Kirche Saint-Pierre, von 1304 bis 1510 erbaut
- Taubenturm, im 14. Jahrhundert erbaut

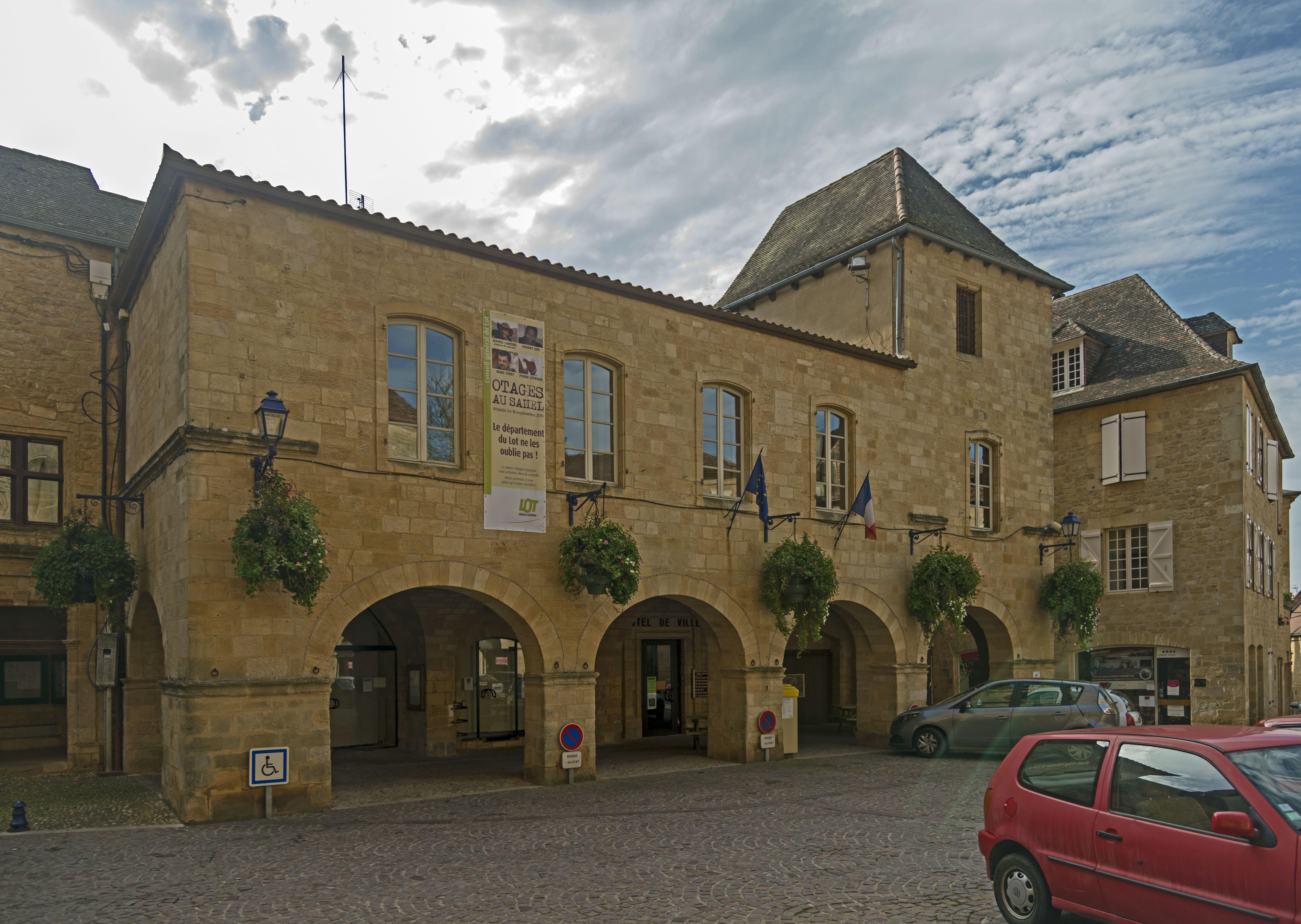
Rathaus
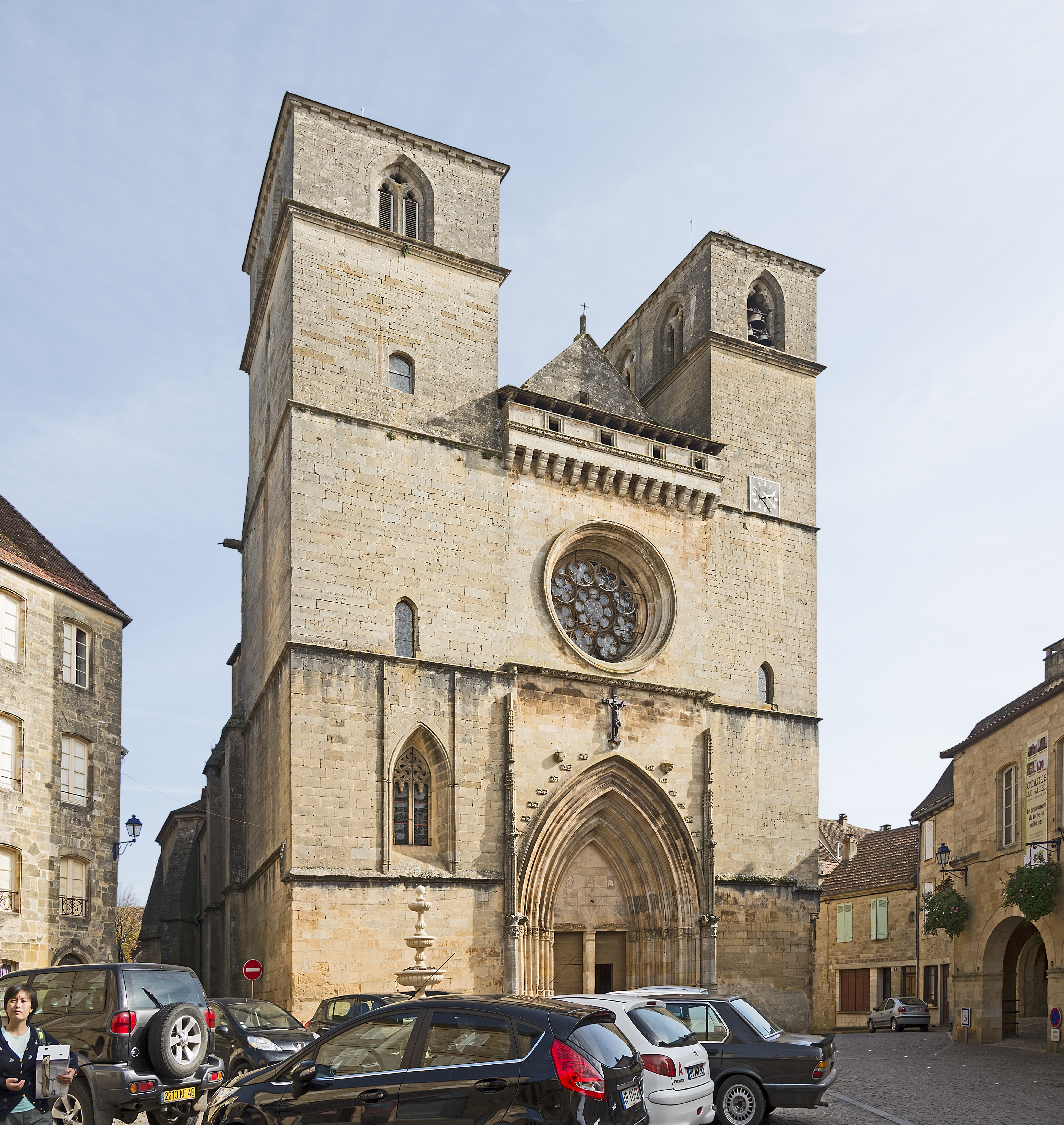
Kirche St. Pierre
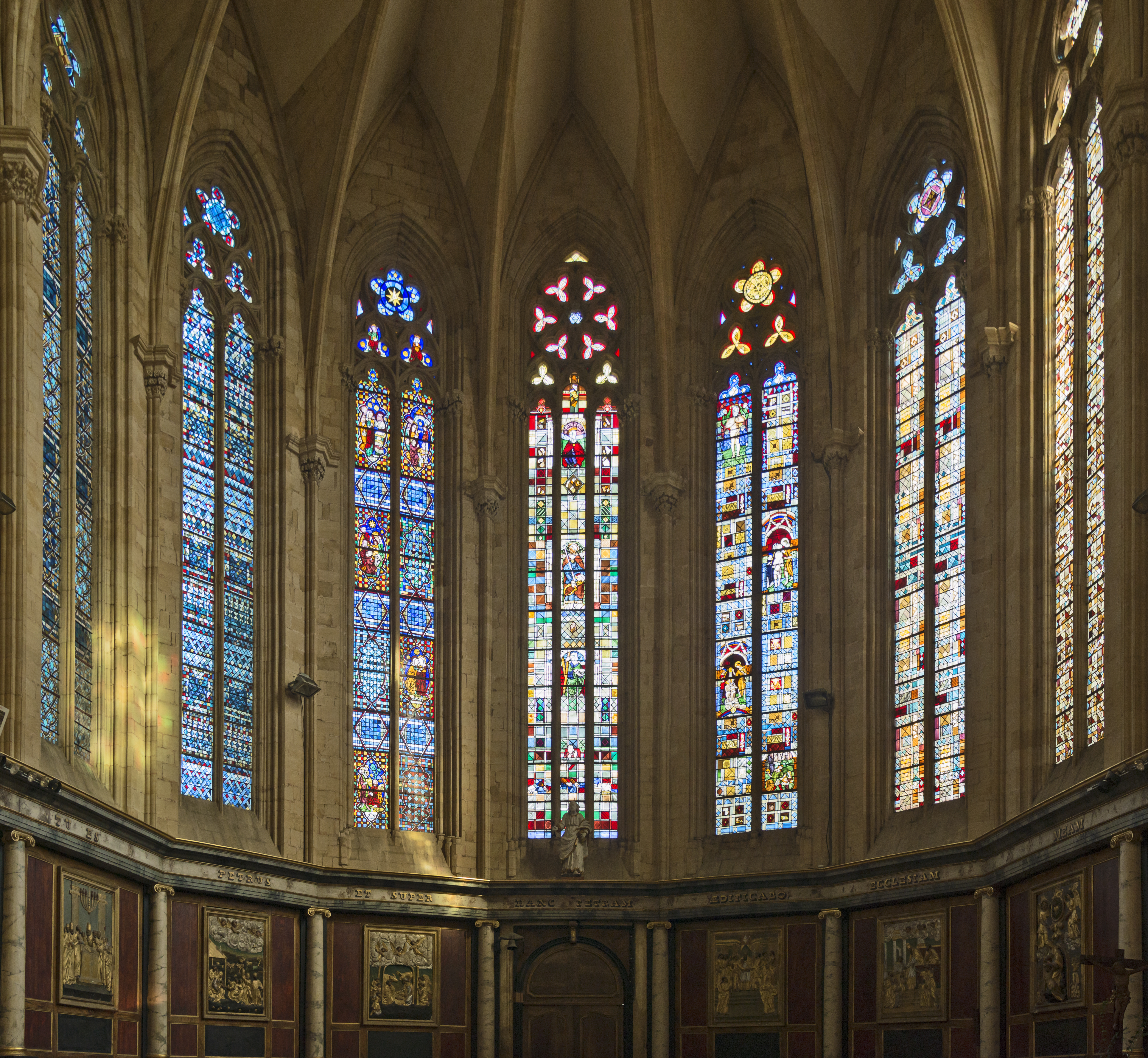
Kirche St. Pierre, Innenraum
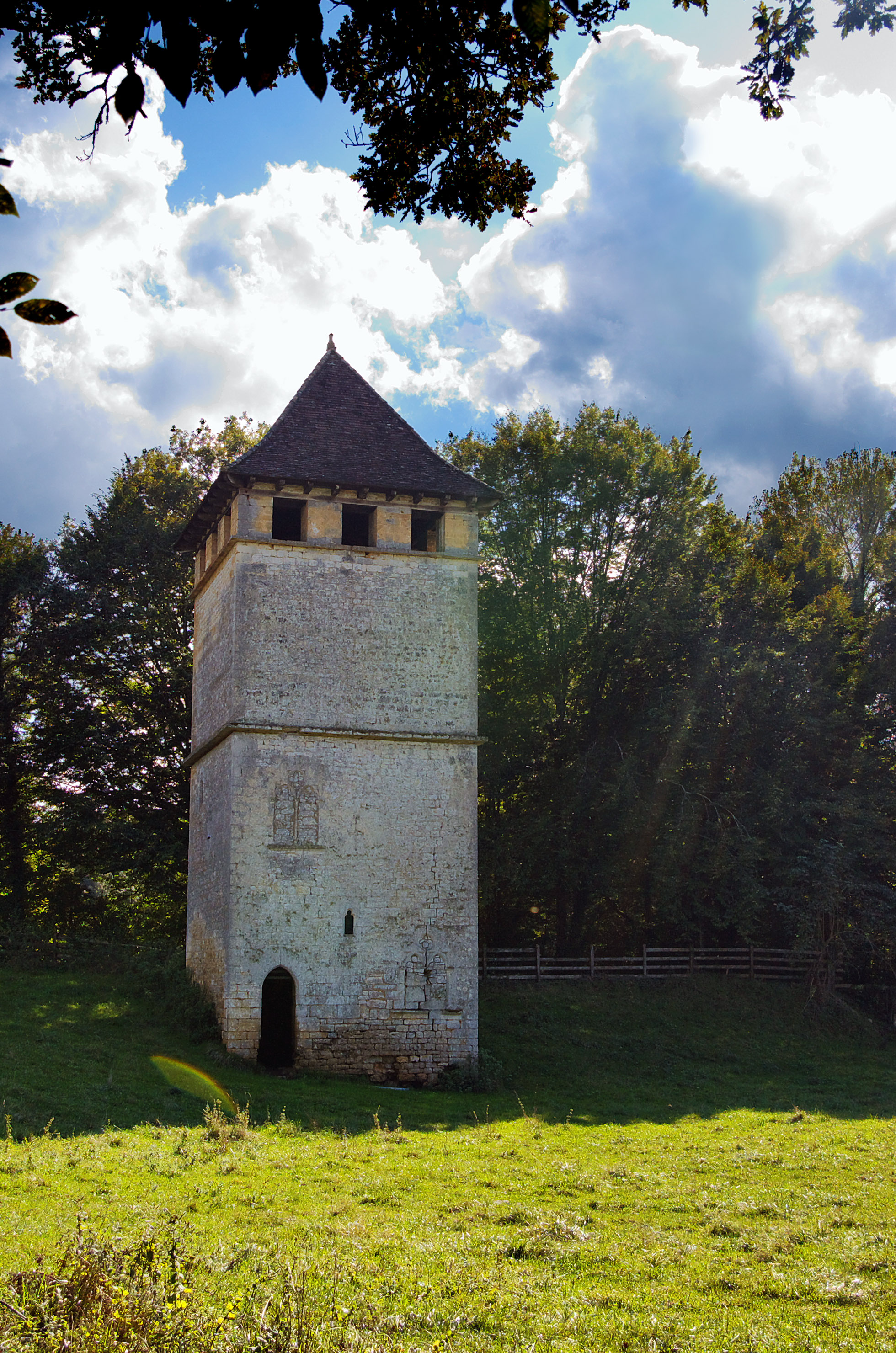
Taubenturm

## Städtepartnerschaft
Seit 2001 besteht eine Partnerschaft mit der deutschen Stadt Ibbenbüren in Nordrhein-Westfalen. Das Johannes-Kepler-Gymnasium in Ibbenbüren unterhält enge Kontakte sowie ein Schüleraustauschprogramm mit dem Lycée von Gourdon.

## Persönlichkeiten
- Jean-Baptiste Cavaignac (1762–1829), Politiker